# 第19回全国大学サッカー選手権大会
第19回全国大学サッカー選手権大会は1970年12月1日から12月4日にかけて開催された全日本大学サッカー選手権大会である。法政大学が初優勝を果たした。

## 概要
9地域の代表16校が参加した。
上位4チームには、第50回天皇杯全日本サッカー選手権大会の出場権が与えられた。

### 大会日程
- 1970年12月1日 - 1回戦
- 1970年12月2日 - 準々決勝
- 1970年12月3日 - 準決勝
- 1970年12月4日 - 決勝、三位決定戦

### 開催競技場
- 駒沢競技場（1回戦・準々決勝・準決勝・決勝）
- 三ツ沢球技場（1回戦・準々決勝）
- 駒場サッカー場（1回戦）

## 出場大学
- 札幌大学（北海道代表・3年連続3回目）
- 福島大学（東北代表・初）
- 立教大学（関東第1代表・4年連続4回目）
- 早稲田大学（関東第2代表・2年ぶり4回目）
- 慶應義塾大学（関東第3代表・2年連続3回目）
- 東京教育大学（関東第4代表・5年連続5回目）
- 法政大学（関東第5代表・3年連続3回目）
- 富山大学（北陸代表・初[1]）
- 中京大学（東海代表・5年連続5回目）
- 大阪商業大学（関西第1代表・3年連続4回目）
- 関西学院大学（関西第2代表・2年連続4回目）
- 大阪経済大学（関西第3代表・3年ぶり2回目）
- 広島大学（中国代表・3年連続3回目）
- 松山商科大学（四国代表・4年ぶり2回目）
- 九州産業大学（九州代表・5年連続5回目）
- 福岡大学（九州代表・2年連続2回目）

## 試合日程・結果

### 1回戦
| 1970年12月1日 |

| 立教大学    | 1 - 2 延長 | 中京大学            |
| 堀口 後32分 |            | 尾松 後7分 · 自殺点 |

| 駒沢競技場 |

| 1970年12月1日 |

| 法政大学 | 0 - 0 延長・抽選 | 札幌大学 |
|          |                  |          |

| 駒沢競技場 |

| 1970年12月1日 |

| 東京教育大学 | 3 - 0 | 松山商科大学 |
|              |       |              |

| 三ツ沢球技場 |

| 1970年12月1日 |

| 関西学院大学 | 1 - 1 延長・抽選 | 福岡大学 |
|              |                  |          |

| 三ツ沢球技場 |

| 1970年12月1日 |

| 慶應義塾大学 | 6 - 1 | 広島大学 |
|              |       |          |

| 三ツ沢球技場 |

| 1970年12月1日 |

| 大阪商業大学 | 6 - 0 | 福島大学 |
|              |       |          |

| 三ツ沢球技場 |

| 1970年12月1日 |

| 大阪経済大学 | 3 - 0 | 九州産業大学 |
|              |       |              |

| 駒場サッカー場 |

| 1970年12月1日 |

| 富山大学 | 0 - 9 | 早稲田大学 |
|          |       |            |

| 駒場サッカー場 |

### 準々決勝
| 1970年12月2日 |

| 中京大学                | 2 - 3 | 法政大学                         |
| 得点者不明 · 渡辺 後3分 |       | 岡本 · 今井 後23分 · 岡本 後34分 |

| 三ツ沢球技場 |

| 1970年12月2日 |

| 東京教育大学 | 0 - 2 | 福岡大学                       |
|              |       | 得点者不明 後38分 · 得点者不明 |

| 三ツ沢球技場 |

| 1970年12月2日 |

| 慶應義塾大学 | 0 - 1 | 大阪商業大学 |
|              |       | 沓掛 前20分  |

| 駒沢競技場 |

| 1970年12月2日 |

| 大阪経済大学                            | 3 - 0 | 早稲田大学 |
| 瀬戸 前21分 · 砂川 後19分 · 保岡 後24分 |       |            |

| 駒沢競技場 |

### 準決勝
| 1970年12月3日 |

| 法政大学                | 2 - 1 | 福岡大学    |
| 石丸 前0分 · 今井 後2分 |       | 樋口 前30分 |

| 駒沢競技場 |

| 1970年12月3日 |

| 大阪商業大学                                | 3 - 0 | 大阪経済大学 |
| 古前田 前26分 · 古前田 前39分 · 中村 後19分 |       |              |

| 駒沢競技場 |

### 三位決定戦
| 1970年12月4日 |

| 福岡大学 | 1 - 3 | 大阪経済大学 |
|          |       |              |

| 駒沢競技場 |

### 決勝
| 1970年12月4日 |

| 法政大学                  | 2 - 0 | 大阪商業大学 |
| 石丸 前37分 · 石丸 後20分 |       |              |

| 駒沢競技場 |

## 最終結果
| 第19回全国大学サッカー選手権大会 優勝チーム |
| ------------------------------------------- |
| 法政大学 初                                 |

## 主な出場選手
- 古前田充（大阪商業大学）